# Puntius muvattupuzhaensis
Puntius muvattupuzhaensis is een straalvinnige vissensoort uit de familie van de eigenlijke karpers (Cyprinidae). De wetenschappelijke naam van de soort is voor het eerst geldig gepubliceerd in 2005 door Jameela Beevi & Ramachandran.